# Metrobank Center
Metrobank Center, ook bekend als de Federal Land Tower en Grand Hyatt Manila, is een wolkenkrabber in  het zakencentrum Bonifacio Global City van de stad Taguig in de Filipijnen. De bouw begon in 2011 en werd in 2017 voltooid.

## Ontwerp
Metrobank Center is 318 meter hoog en is daarmee het hoogste gebouw in de Filipijnen. Naast 66 bovengrondse verdiepingen, bevat het gebouw ook 5 ondergrondse etages. Het is in postmoderne stijl ontworpen door Wong & Ouyang in samenwerking met Casas Architects.